# エリュトレイアの巫女 (ミケランジェロ)
『エリュトレイアの巫女』（エリュトレイアのみこ、伊: La Sibilla Eritrea, 英: The Erythraean Sibyl）は、盛期ルネサンスのイタリアの巨匠ミケランジェロ・ブオナローティが1509年に制作した絵画である。フレスコ画。主題はギリシア神話やローマ神話において地中海地域各地に存在したシビュラと呼ばれるアポロンの巫女の1人、エリュトライのシビュラから採られている。ローマ教皇ユリウス2世の委託によって、ローマのバチカン宮殿内に建築されたシスティーナ礼拝堂の天井画の一部として描かれた。天井画の中心部分は9つのベイに区分され、主題は『旧約聖書』「創世記」から大きく3つのテーマ、9つの場面がとられた。本作品は第7のベイに『ノアの燔祭』（Il Sacrificio di Noè）の左側に『預言者イザヤ』（Il profeta Isaia）と向かい合って描かれた。また準備素描がロンドンの大英博物館に所蔵されている。

## 作品
ミケランジェロは天井画の最も高い場所に配置された『旧約聖書』の場面を囲むように、その下方に巨大な7人の預言者と5人の巫女（シビュラ）の図像を交互に配置した。これらの予言者と巫女は天井画の人物像の中でも最も大きなサイズを与えられ、様々な精神の営みを意図するポーズで描かれた。これらの人物像は書物と眷属である2人のプットーをともなっている。第7のベイは「創世記」のノアの物語の1つ『ノアの燔祭』を中心として『エリュトライの巫女』と『預言者イザヤ』が配置された。

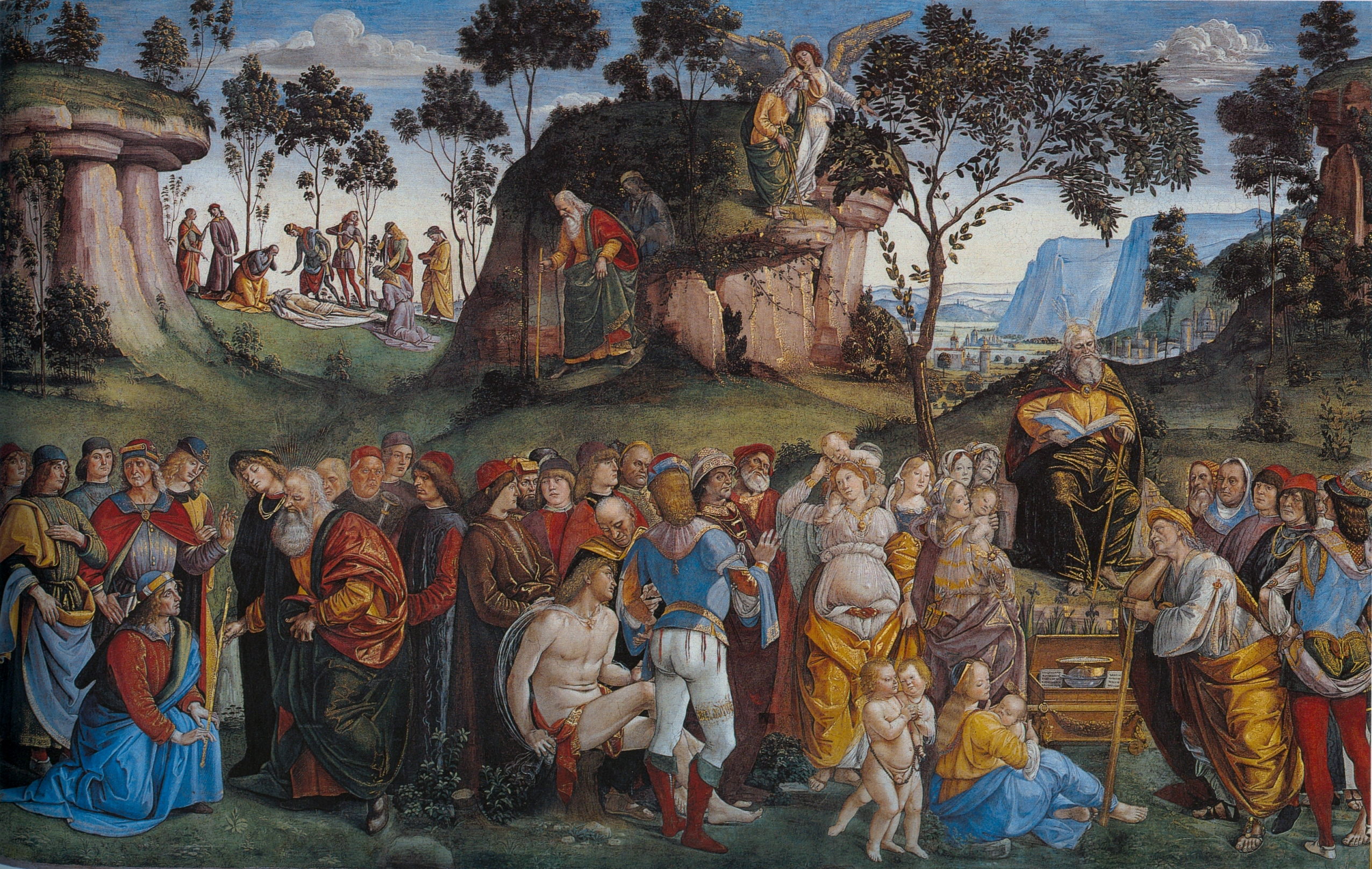
ルカ・シニョレッリの『モーゼの遺言と死』。1482年。システィーナ礼拝堂壁画。

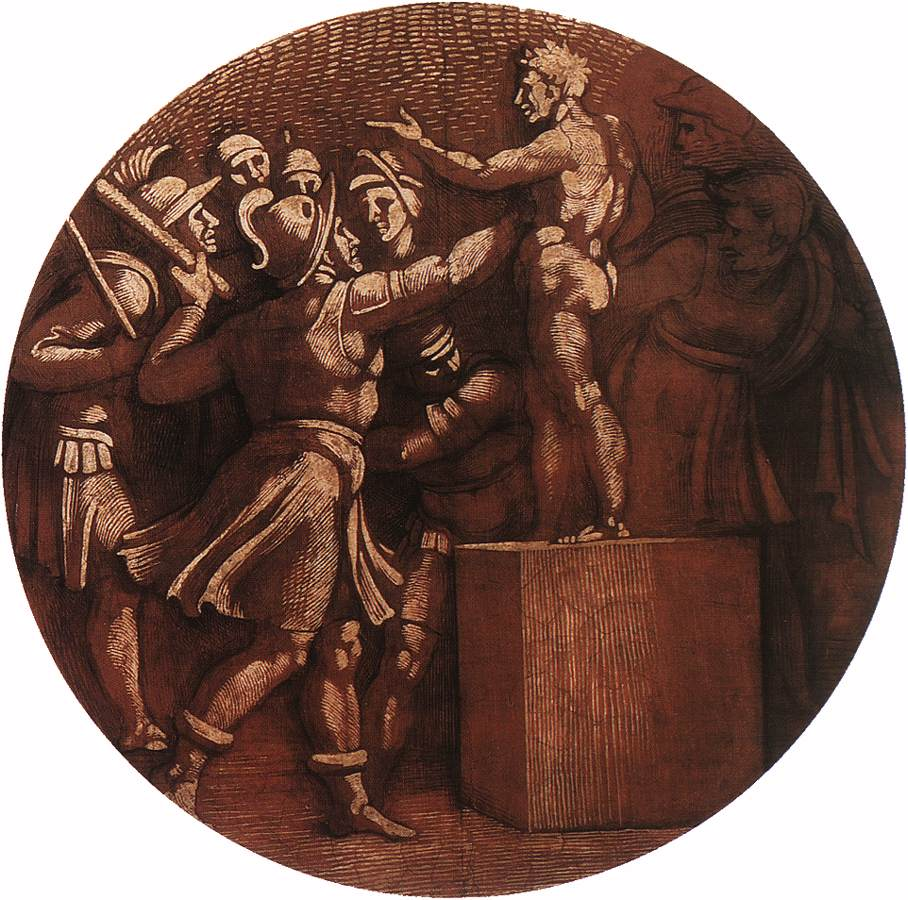
ミケランジェロが『エリュトレイアの巫女』の頭上のメダイヨンに描いた『バアル神像の破壊』。

エリュトライのシビュラは静かに読書する容姿端麗な女性として描かれた。書見台の前に座った巫女はやや前かがみになり、ゆったりとした身振りで左手を伸ばし、予言の書のページをめくろうとしている。右手は脇の衣服の中に下している。2人いるプットーの1人は両手にランプと火のついた松明を持ち、読書をする巫女のために明かりを灯している。もう1人のプットーは影の中で眠たそうに眼をこすっている。美術史家シャルル・ド・トルナイは巫女たちが異教的な無知のために限定された予言の能力のみ持つ存在として描かれたと考えた。すなわち巫女は労働の疲れのために精神的な力を放棄しており、ぼんやりと予言の書をめくっているという。
本作品と関連して第7のベイの図像プログラムについていくつかの文献学的な影響が指摘されている。たとえばミケランジェロが巫女像を描く際に参照したであろう文献の1つに『シビュラの託宣』があり、そこではエリュトライのシビュラがノアの息子の妻であると述べられている。この記述に基づいてミケランジェロは本作品を『ノアの燔祭』と結びつけたようである。『ノアの燔祭』ではノアの息子の妻と思われる女性が祭壇中央の炎に燃え木をかざしているが、従来よりこの女性は本作品の巫女と同一視されてきた。またこの女性が持っている燃え木は、本作品ではプットーがランプを灯すために持っている松明として使用されている。他方でアウグスティヌスの『神の国』の影響がうかがえることも指摘されている。アウグスティヌスは『神の国』の中でエリュトライないしクマエのシビュラが偶像崇拝に反対したと述べている。ミケランジェロはおそらくこれに基づいて本作品の真上のメダイヨンに『バアル神像の破壊』（La Distruzione della Statua del Dio Baal）を配置した。
さらにミケランジェロは『エリュトレイアの巫女』の図像を真下にあるルカ・シニョレッリが1482年に描いたフレスコ画『モーゼの遺言と死』（Il Testamento e morte di Mosè）と密接に結びつけた。たとえば巫女の図像はシニョレッリが『モーゼの遺言と死』の中に描いた青年の裸体画をほとんど正確に繰り返したものである。シニョレッリのフレスコ画はモーセが死に際してカナンの地に到達するための指示を遺言として残す「申命記」の場面を描いているが、画面の中の青年はこの大切な瞬間に狂喜して飲み食いをしている。モーセはこの中で街の灯を絶やさないように汚れなき灯油を持ってくるよう命じているが、ミケランジェロは一方の巫女の図像の中でプットーにランプを灯させている。
シニョレッリの青年像と密接に結びついた巫女像は明らかに男性のモデルを使用して描かれた。彼女はミケランジェロの初期の聖母像と同様に真横の角度から脚を組んで座った女性像として描かれたが、右手を伸ばすことで衣服の下に隠されていた解剖学的描写が現れている。本作品の図像で特に注目されるのは巫女の下半身を覆う外衣の衣文表現である。大英博物館所蔵の準備素描はまさにこの部分を描いており、クワトロチェント期のフィレンツェ、特にドメニコ・ギルランダイオの工房で慣習的であった、小型の人形を湿った粘土に浸した布で覆うことで衣文を再現するという手法を用いて描かれた。準備素描では巫女の右太股を通過するS字の衣文が詳細に描かれたが、最終版では大幅に単純化され、曲線を調整しつつ大まかに陰影がつけられている。
色彩は巫女像の中で特に美しいものの1つとして注目される。薔薇色の胸衣の縁取りや、帯、髪飾り、そして書見台を覆うドレープは繊細な青色が使用されているが、これはミケランジェロが天井画で使用した青色の中で最も美しい部類に属する。さらに外衣の明るい緑は黄金色に輝きながらレモンイエローの裏地と絡み合っている。

## 来歴
1980年から1989年に行われた修復により、過去に行われた加筆や変色したワニスが除去され、制作当時の色彩が取り戻された。

## 準備習作
大英博物館所蔵の準備習作は表に画面右を向いて足組をして座る巫女の衣文の習作が黒チョーク、茶色のウオッシュ、ペンで描かれている。また裏面にも同様に画面右を向いて足組をして座る巫女の全身像が灰褐色と黒のチョークで描かれているが、こちらはより初期のもので、素早く描かれている。その下には天井画の概略図があり、天井画の大まかな区画および預言者と巫女の配置、架空の建築要素が明確に示されている。またその横には左手の素描が描かれている。もともとはイギリスの肖像画家トーマス・ローレンスの旧蔵品で、画家の死後に版画家・美術収集家のサミュエル・ウッドバーン（Samuel Woodburn）の手に渡った。ウッドバーンのコレクションは所有者の死後にクリスティーズで５回にわたって大規模な競売にかけられた。本素描はその際に大英博物館によって購入された。

## ギャラリー

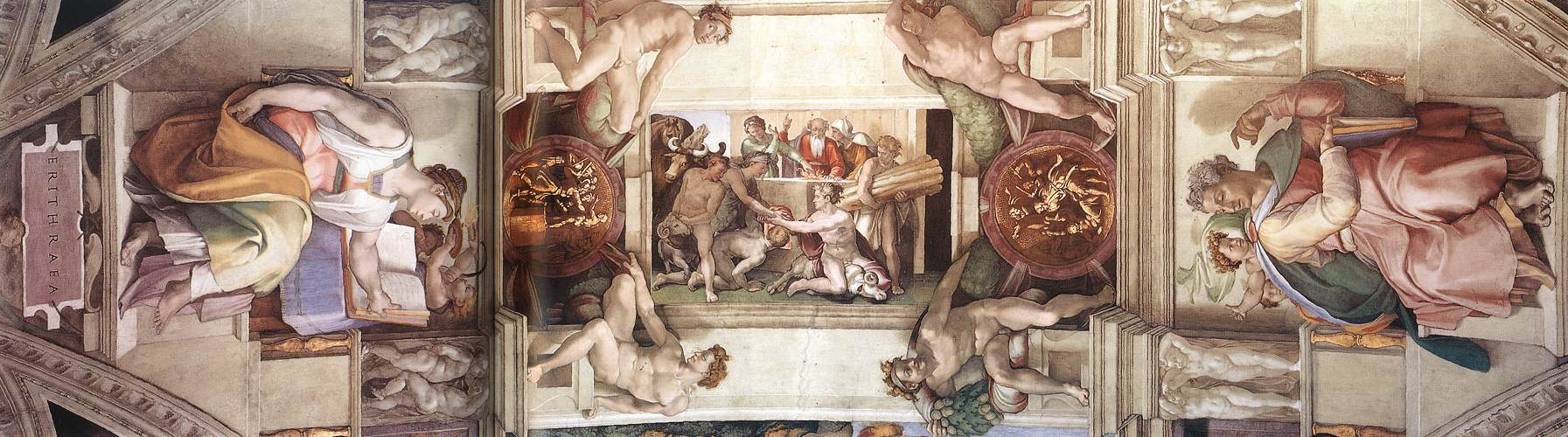
第7のベイは『ノアの燔祭』およびその両側に『預言者イザヤ』と『エリュトレイアの巫女』が描かれた。

関連する画像

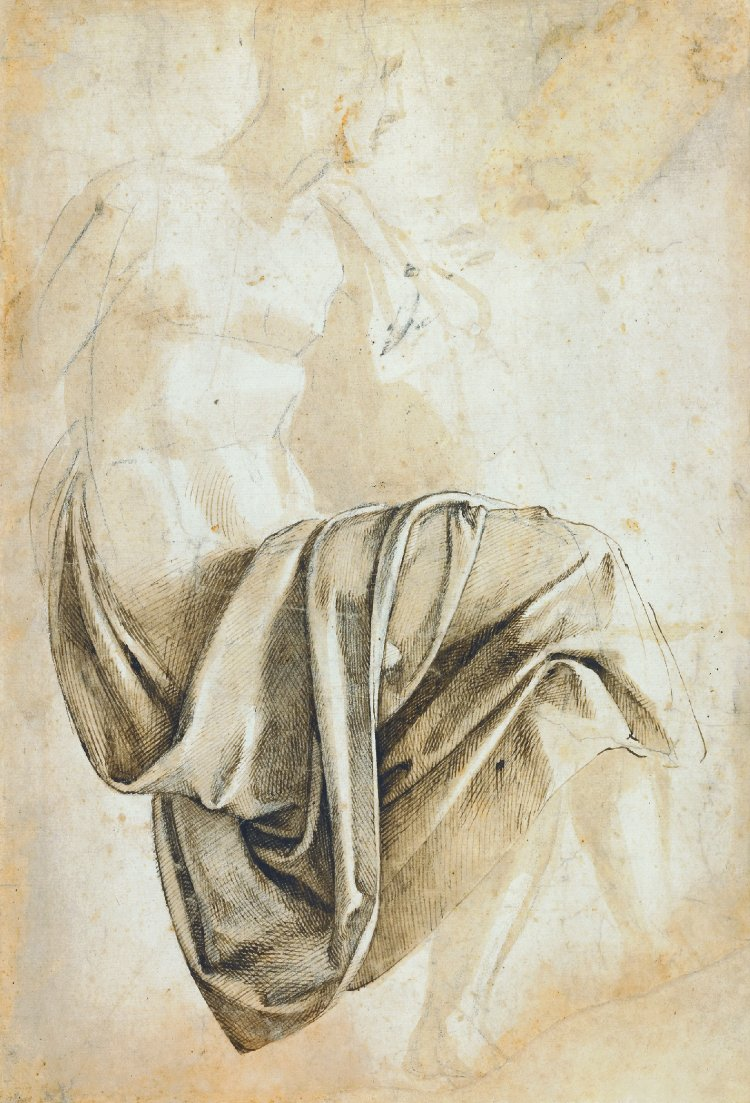
準備習作 大英博物館所蔵
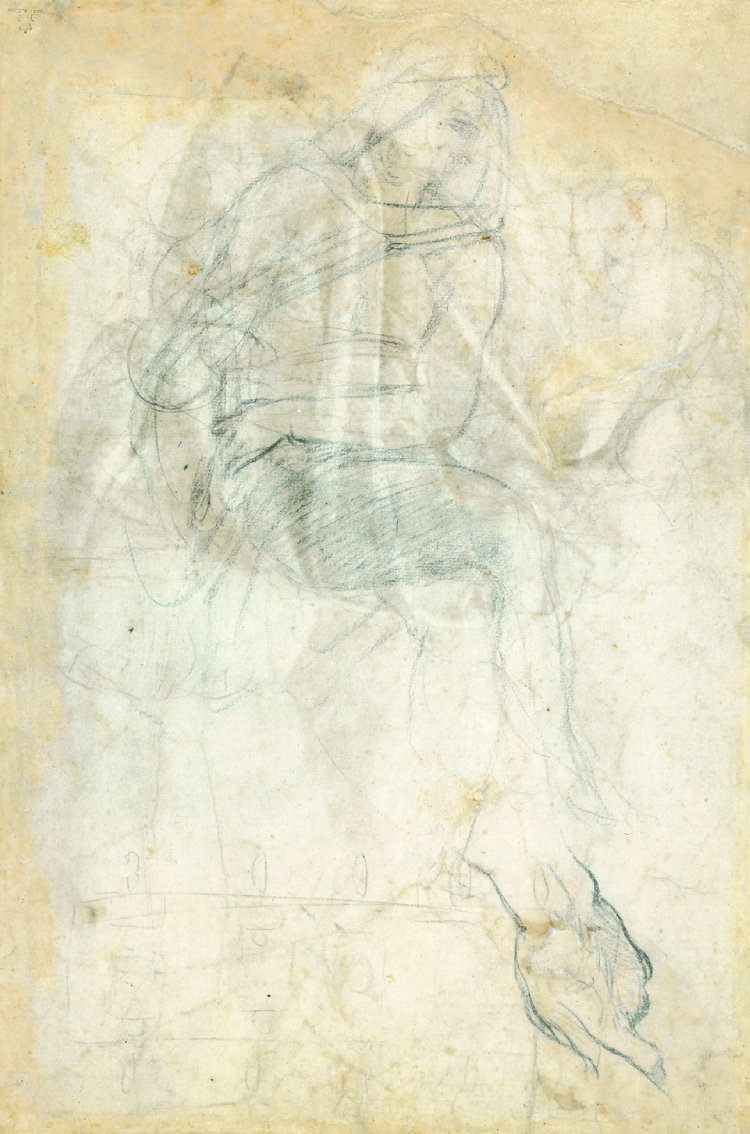
準備習作（裏面）
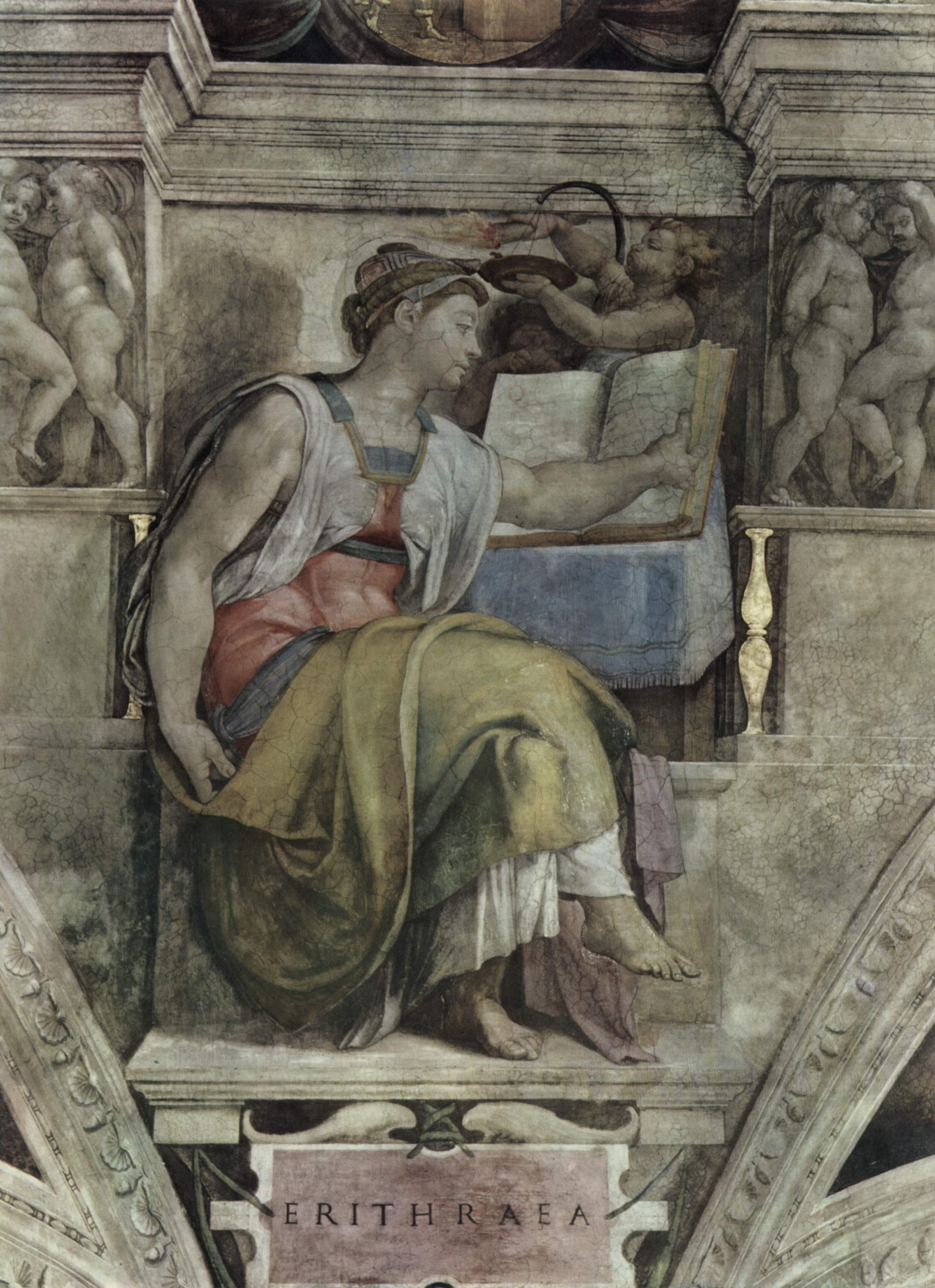
修復前の『エリュトレイアの巫女』
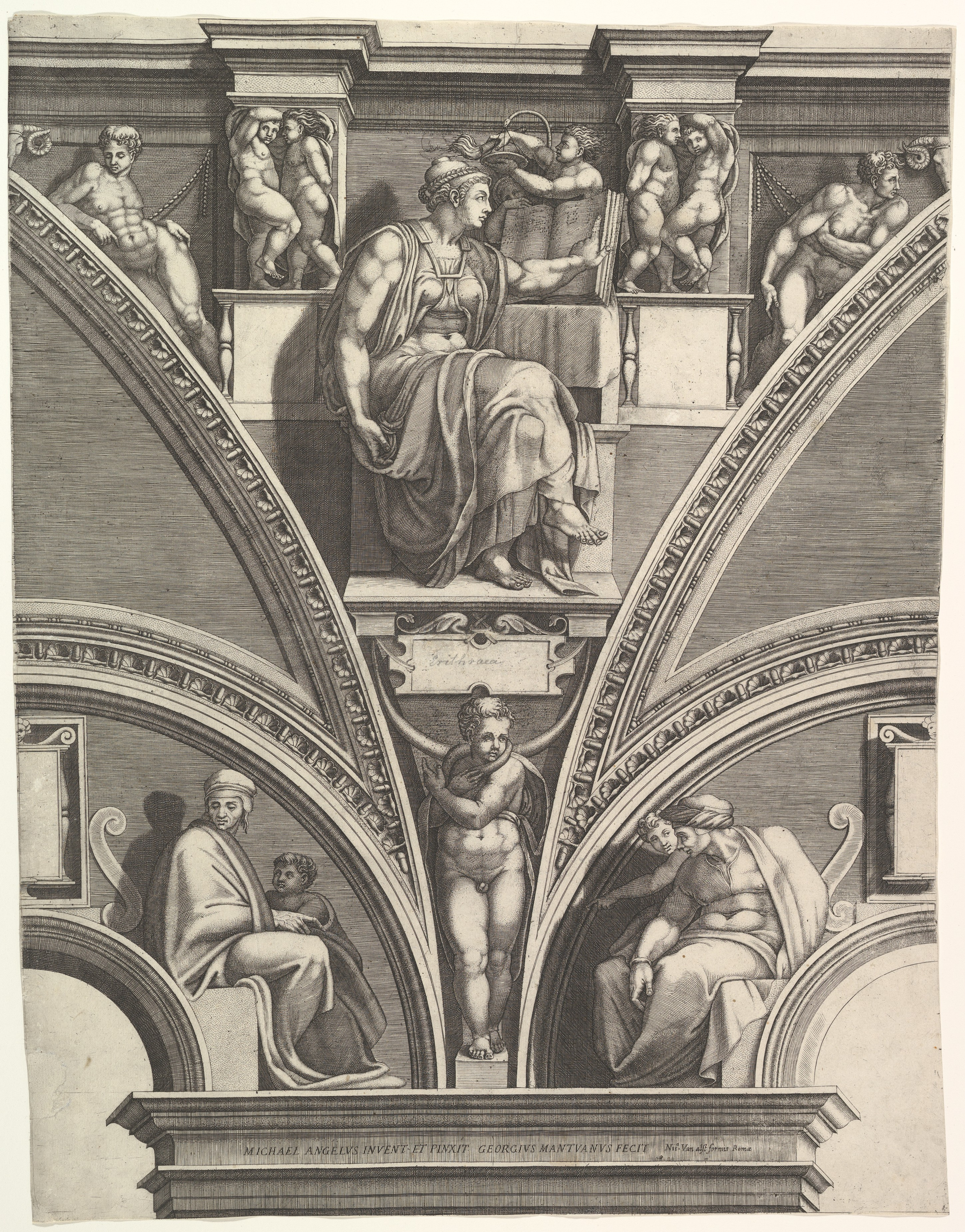
ジョルジョ・ギージによる版画